# Tamara (inslagkrater)
Tamara is een inslagkrater op de planeet Venus. Tamara werd in 1985 genoemd naar Tamara, een Georgische meisjesnaam.
De krater heeft een diameter van 11 kilometer en bevindt zich aan de rand van Lakshmi Planum in de regio Ishtar Terra, in het quadrangle Lakshmi Planum (V-7).